# Tulasnella falcifera
Tulasnella falcifera é uma espécie de fungo pertencente à família Tulasnellaceae.